# Pavlov (Boêmia Central)
Pavlov é uma comunas checa localizada na região da Boêmia Central, distrito de Kladno.